# Slavkov (Moravia-Slesia)
Slavkov (in tedesco Schlakau) è un comune della Repubblica Ceca facente parte del distretto di Opava, nella regione della Moravia-Slesia.